# Gontenschwil
Gontenschwil (schweizerdeutsch: älter ˌɡʊndiʃˈʋiːu, jünger ˌɡɔndiʃˈʋiːu) ist eine Einwohnergemeinde im Schweizer Kanton Aargau. Sie gehört zum Bezirk Kulm, liegt im oberen Wynental und grenzt an den Kanton Luzern.

## Geographie
Das Dorf liegt in einem Seitental der Wyna, das nach Osten gegen das Haupttal von einer markanten, durchschnittlich dreissig Meter hohen Seitenmoräne abgetrennt ist. Sie findet ihre Fortsetzung in der Endmoräne von Zetzwil, die sich wie ein Riegel quer über das ganze Wynental erstreckt. Die Moränen entstanden während der Würmeiszeit beim Rückzug des Reussgletschers. Nach dem Ende der Eiszeit stauten sie einen flachen See. Dieser verlandete, als die Wyna das Hindernis durchbrochen hatte. Jahrtausendelang lag hier ein ausgedehntes Sumpfgebiet, das Gontenschwiler Moos, das erst während des Ersten Weltkrieges trockengelegt wurde. Unterhalb des Durchbruchs liegt das ausgedehnte Mättenfeld.
Das über zwei Kilometer lange Siedlungsgebiet befindet sich unmittelbar westlich der Seitenmoräne im Sagenbachtal und besteht aus den Ortsteilen Unterdorf, Kirchdorf und Oberdorf. Beim Oberdorf geht die Moräne in die südlichen Ausläufer des 872 Meter hohen Stierenbergs über, dort befindet sich der Weiler Geisshof (637 m ü. M.). An der Westseite des Sagenbachtales steigt das Gelände zunächst steil an und geht dann in eine durchschnittlich 700 Meter hohe, lang gestreckte Hochebene über. Auf dieser liegt der Weiler Hasel (675 m ü. M.). Über das gesamte Gemeindegebiet verstreut liegen Einzelhöfe.
Die Fläche des Gemeindegebiets beträgt 974 Hektaren, davon sind 259 Hektaren bewaldet und 139 Hektaren überbaut. Der höchste Punkt befindet sich auf 750 m ü. M. auf dem Bergwald-Hügel (einem Ausläufer des Stierenbergs), die tiefste Stelle auf 496 m ü. M. an der Wyna. Nachbargemeinden sind Schmiedrued im Westen, Oberkulm im Nordwesten, Zetzwil im Nordosten, Leimbach und Reinach im Osten sowie die luzernische Gemeinde Rickenbach im Süden.

## Geschichte
Die Gegend um Gontenschwil war bereits während der Jungsteinzeit besiedelt, als sich Menschen am Ufer des damaligen Sees niederliessen. Mehrere Funde von Gegenständen lassen auf die Existenz eines Gutshofs während der Römerzeit schliessen. Die von den Alamannen gegründete Siedlung wurde erstmals 1173 als Gundoltswilre in einem Schutzbrief erwähnt, den Kaiser Friedrich I. «Barbarossa» dem Stift Beromünster ausstellte. Der Ortsname geht auf das althochdeutsche Gundolteswilari zurück, was «Hofsiedlung des Gundolt» bedeutet.

Luftansicht (1964)

Im Mittelalter lag das Dorf im Herrschaftsbereich der Grafen von Lenzburg, ab 1173 in jenem der Grafen von Kyburg. Nachdem diese ausgestorben waren, übernahmen die Habsburger 1273 die Landesherrschaft und die Blutgerichtsbarkeit. Die niedere Gerichtsbarkeit war in den Händen wohlhabender Dorfbewohner. 1415 eroberten die Eidgenossen den Aargau. Gontenschwil gehörte nun zum Untertanengebiet der Stadt Bern, dem so genannten Berner Aargau, und bildete einen eigenen Gerichtsbezirk im Amt Lenzburg. 1528 führten die Berner die Reformation ein. 1640 wurde eine Mineral- und Heilquelle entdeckt; im Bad Schwarzenberg suchten daraufhin viele Patienten Linderung von ihren Leiden. Die Blütezeit des Bades war vom 19. Jahrhundert bis zum Ersten Weltkrieg, bis 1990 wurde Mineralwasser abgefüllt.
Im März 1798 nahmen die Franzosen die Schweiz ein, entmachteten die «Gnädigen Herren» von Bern und riefen die Helvetische Republik aus. Gontenschwil gehört seither zum Kanton Aargau. Im 18. und 19. Jahrhundert dominierte die Verarbeitung von Baumwolle das wirtschaftliche Geschehen. 1850 hatte die Gemeinde mehr Einwohner als heute. Doch wegen des Zusammenbruchs der Textilindustrie zogen bis 1900 fast dreissig Prozent aller Einwohner weg, nicht wenige davon wanderten nach Übersee aus. 1901 wurde der Weiler Geisshof, ein ehemaliger Steckhof, von Reinach abgetrennt und Gontenschwil zugeteilt.
Erst die Eröffnung der Wynentalbahn am 5. März 1904 konnte den Niedergang stoppen. Ein Jahr darauf entstand eine Aluminiumgiesserei, aus der später die Alu Menziken Gruppe entstand. Auch die Tabakindustrie fasste Fuss. Die Bevölkerungszahl begann wieder leicht zu steigen, seit 1950 stagniert sie jedoch. In der Nähe des Bahnhofs entstand in den 1960er Jahren eine Industriezone.

## Sehenswürdigkeiten

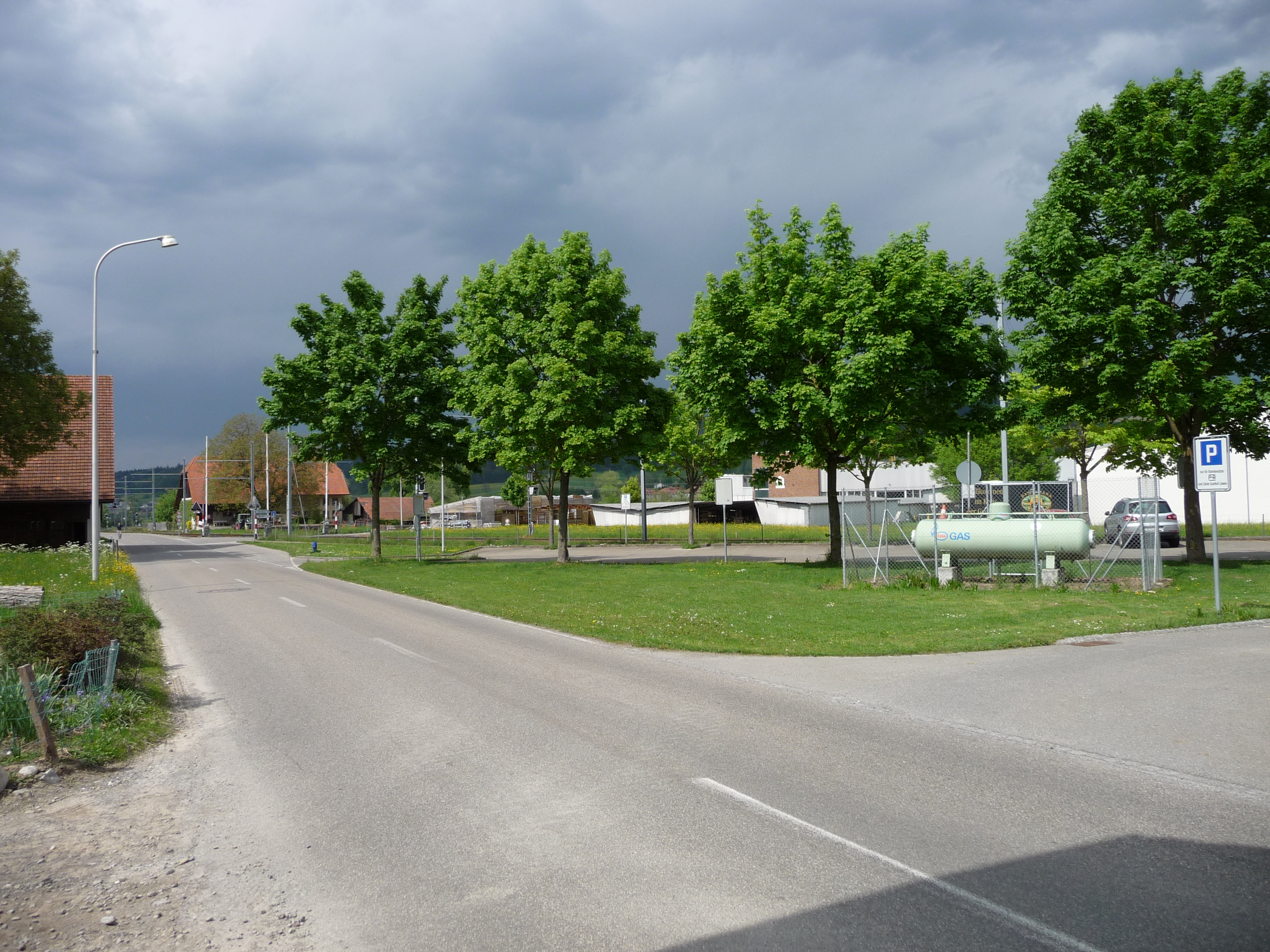
Sicht auf Dorfausgang nach Kulm

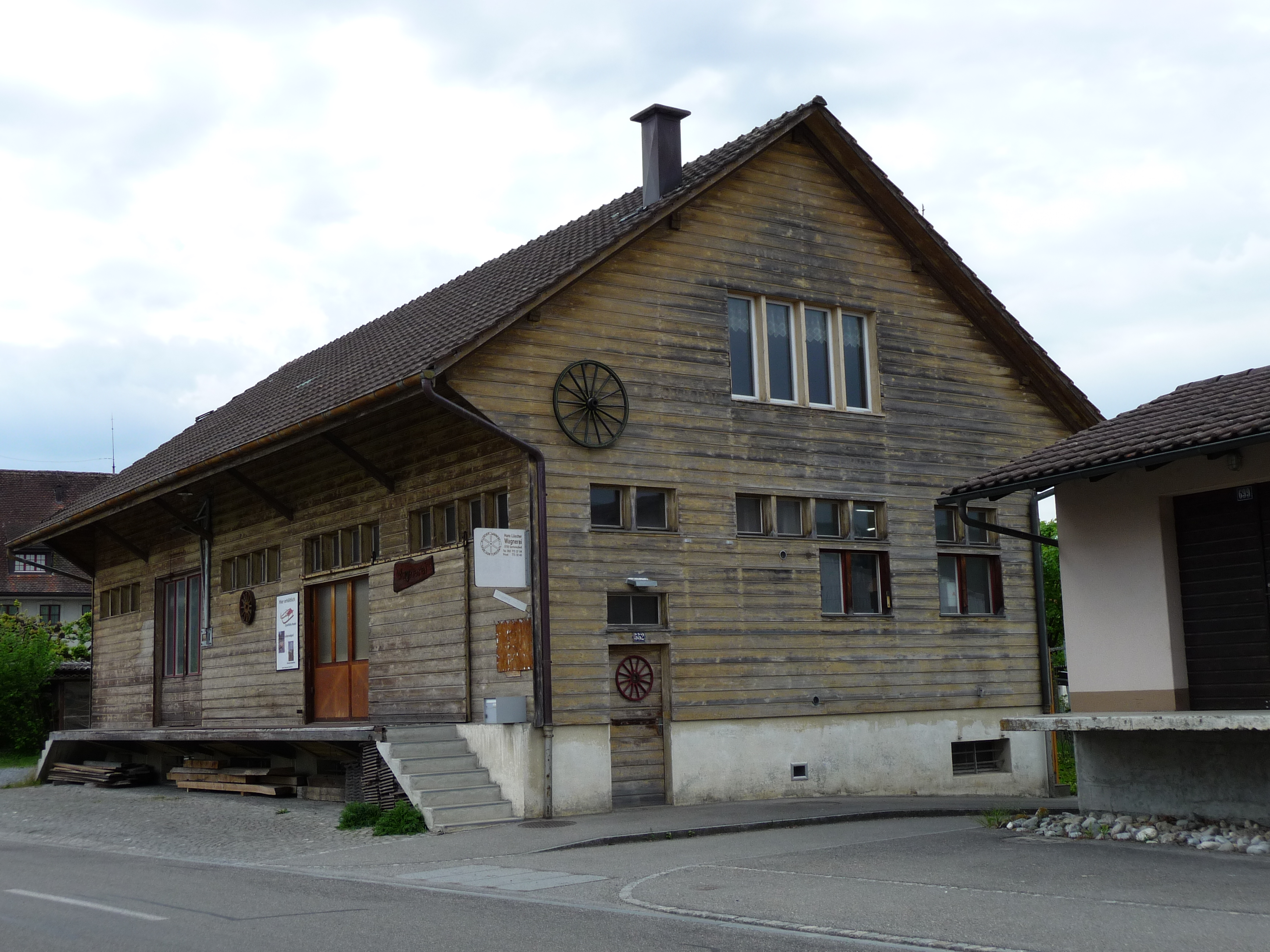
Altes Wagnereigebäude in Gontenschwil

Die Gontenschwiler Kirche wurde erstmals 1295 erwähnt. Nachdem das Dorf 1498 eine selbständige Pfarrei geworden war, baute man an der Nordseite einen Kirchturm an. Wegen fortschreitenden Zerfalls musste die alte Kirche im Jahr 1622 mit Ausnahme des Turms abgetragen und durch einen Neubau an gleicher Stelle ersetzt werden.

## Wappen
Die Blasonierung des Gemeindewappens lautet: «In Weiss auf grünem Boden grüne Tanne, im Schildhaupt begleitet von zwei roten Herzen.» Bereits 1777 existierte ein Gemeindesiegel mit einer Tanne. Die zwei Herzen wurden 1941 hinzugefügt, um Verwechslungen mit ähnlichen Wappen zu vermeiden.

## Bevölkerung
Die Einwohnerzahlen entwickelten sich wie folgt:
| Jahr      | 1653 | 1764 | 1803 | 1850 | 1900 | 1930 | 1950 | 1960 | 1970 | 1980 | 1990 | 2000 | 2010 | 2020 |
| Einwohner | 545  | 1039 | 1541 | 2297 | 1646 | 1832 | 2102 | 2161 | 2139 | 2050 | 2104 | 2055 | 2090 | 2130 |

Am 31. Dezember 2023 lebten 2182 Menschen in Gontenschwil, der Ausländeranteil betrug 19,7 %. Bei der Volkszählung 2015 bezeichneten sich 48,7 % als reformiert und 16,5 % als römisch-katholisch; 34,8 % waren konfessionslos oder gehörten anderen Glaubensrichtungen an. 92,7 % gaben bei der Volkszählung 2000 Deutsch als ihre Hauptsprache an, 1,8 % Serbokroatisch, 1,7 % Albanisch sowie je 1,0 % Italienisch und Türkisch.

## Politik und Recht
Die Versammlung der Stimmberechtigten, die Gemeindeversammlung, übt die Legislativgewalt aus. Ausführende Behörde ist der fünfköpfige Gemeinderat. Er wird im Majorzverfahren vom Volk gewählt, seine Amtsdauer beträgt vier Jahre. Der Gemeinderat führt und repräsentiert die Gemeinde. Dazu vollzieht er die Beschlüsse der Gemeindeversammlung und die Aufgaben, die ihm vom Kanton zugeteilt wurden. Für Rechtsstreitigkeiten ist in erster Instanz das Bezirksgericht Kulm zuständig. Gontenschwil gehört zum Friedensrichterkreis IX (Unterkulm).

## Wirtschaft
In Gontenschwil gibt es gemäss der im Jahr 2015 erhobenen Statistik der Unternehmensstruktur (STATENT) rund 1000 Arbeitsplätze, davon 9 % in der Landwirtschaft, 38 % in der Industrie und 53 % im Dienstleistungsbereich. Von Bedeutung sind die Herstellung von Waschmaschinen und Schaumstoff, der Handel mit Gartengeräten sowie das grafische Gewerbe. Auf dem Gelände einer stillgelegten Mühle befand sich seit 1903 eine der ältesten Aluminiumgiessereien der Welt, zugleich das Stammwerk der Alu Menziken Gruppe. Das zuletzt unter AMG – Alu Metall Guss AG firmierende Unternehmen stellte jedoch im Oktober 2016 die Produktion ein. Seit 1973 besteht im Weiler Hasel eine Klinik für Suchtkranke. Die meisten Erwerbstätigen sind Wegpendler und arbeiten in den grösseren Nachbardörfern wie Reinach oder in der Region Aarau.

## Verkehr

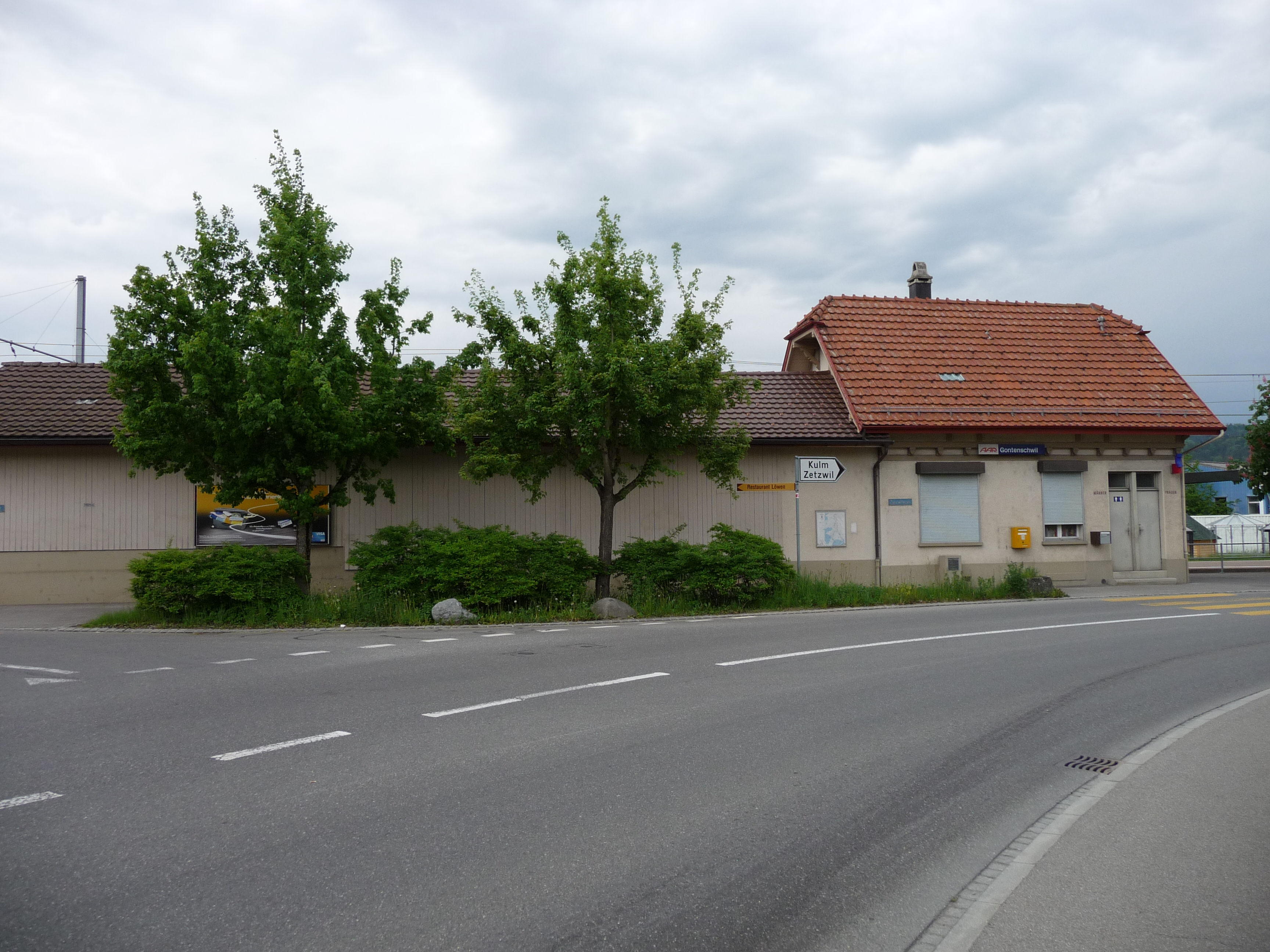
Bahnhof der Wynental- und Suhrentalbahn

Das Dorf liegt nicht direkt an der Hauptstrasse 23 durch das Wynental, sondern an einer Nebenstrasse (K332), die von Zetzwil in Richtung Sursee führt. 

### Regionalverkehr
Der Anschluss an das Netz des öffentlichen Verkehrs erfolgt durch eine Station der Wynentalbahn. Diese erschliesst allerdings nur das Unterdorf ganz im Norden.
- S 14 Menziken – Aarau – Schöftland (WSB)

### Nahverkehr
Es existiert keine Busverbindung in die übrigen Dorfteile. 
An Wochenenden verkehrt ein Nachtbus vom Bahnhof Aarau durch das Wynental nach Menziken. 
- N24 Aarau Bahnhof – Telli – Buchs AG – Suhr – Gränichen – Teufenthal – Unterkulm – Oberkulm – Gontenschwil – Reinach AG – Menziken

## Bildung
Die Gemeinde verfügt über zwei Kindergärten und drei Schulhäuser, in denen die Primarschule, die Realschule und die Sekundarschule unterrichtet werden. Die Bezirksschule kann in Reinach oder Unterkulm besucht werden. Die nächstgelegenen Gymnasien sind die Alte Kantonsschule und die Neue Kantonsschule (beide in Aarau) sowie die Kantonsschule Beromünster im luzernischen Beromünster.

## Persönlichkeiten
- Friedrich Erismann (1842–1915), Ophthalmologe und Hygieniker
- Jakob Frey (1824–1875), Schriftsteller
- Samuel Frey (1820–1905), Politiker und Richter
- Samuel Frey (1850–1934), Papierfabrikant, Politiker und Gründer Elco AG
- Heiner Gautschy (1917–2009), Radio- und Fernsehjournalist
- Michelle Hunziker (* 1977), Fernsehmoderatorin
- Noel Limacher (* 2003), American-Football-Spieler, Bobanschieber und Schachspieler
- Andreas Müller (* 1934), alt Nationalrat (LdU)
- Wilhelm Steiger (1809–1836), reformierter Theologe
- Erwin Zschokke (1855–1929), Veterinärmediziner
- Richard Zschokke (1865–1946), Bauingenieur und Politiker
- Walther Zschokke (1870–1951), Optiker und Erfinder